# Comitato di Maros-Torda
Il comitato di Maros-Torda (in ungherese Maros-Torda vármegye, in romeno Comitatul Mureș-Turda, in tedesco Komitat Mieresch-Thorenburg, in latino Comitatus Marosiensis et Thordensis) è stato un antico comitato del Regno d'Ungheria, situato nell'odierna Romania settentrionale, in Transilvania. Capoluogo del comitato era la città di Marosvásárhely, oggi nota col nome romeno di Târgu Mureș.
Il comitato confinava con gli altri comitati di Kolozs, Beszterce-Naszód, Csík, Udvarhely, Kis-Küküllő e Torda-Aranyos.

## Storia
Il comitato venne formato nel 1876 unendo il territorio di Marosszék (abitato dalla popolazione magiara dei Siculi o Székely) con parte del comitato di Torda e rimase ungherese finché il Trattato del Trianon (1920) non lo assegnò alla Romania. Rioccupato dall'Ungheria nel 1940 in seguito al Secondo Arbitrato di Vienna, dopo la seconda guerra mondiale venne restituito alla Romania.
Il comitato di Maros-Torda si trova nell'attuale distretto romeno di Mureș.